# Old Man Gloom
Old Man Gloom est un groupe américain de metal extrême, originaire de Santa Fe, au Nouveau-Mexique, désormais basé dans le Massachusetts. Le groupe, formé par Aaron Turner de Isis et Santos Montano, s'est développé pour devenir une sorte de supergroupe de la scène punk hardcore et metalcore de Boston. 

## Histoire
En 2001, un an après la sortie de leur premier album Meditations in B, le groupe sort deux albums simultanément : Seminar II et Seminar III. Pour ces enregistrements, Luke Scarola s'est joint à l'utilisation d'éléments de musique électronique. Sur Seminar II, Stephen Brodsky de Cave In a écrit les paroles d'une chanson, et Jay Randall d'Agoraphobic Nosebleed a contribué à l'électronique. Le 24 août 2004, l'album Christmas sort.
Old Man Gloom met brusquement fin à une période de silence de huit ans en annonçant qu'ils reprendraient la tournée et sortiraient un nouvel album intitulé No en 2012. L'annonce de la sortie d'un nouvel album n'a été que très peu annoncée et l'album lui-même n'a bénéficié que d'une promotion minimale. L'annonce a été faite le 1er mai 2012 sur la page Facebook officielle du groupe que No recevrait une sortie large le 26 juin par l'intermédiaire de Hydra Head Records, ou que les fans pourraient récupérer une copie de l'album lors des prochaines dates de tournée d'Old Man Gloom, commençant le jour suivant, le 2 mai 2012,.
Le groupe et le label essayent de garder le nouvel album discret avant l'annonce, mais en 2011, un easter egg dans une publicité de magazine a laissé entendre qu'un nouvel Old Man Gloom sortirait en 2012, et le producteur Kurt Ballou a tweeté à propos du travail sur le nouvel album, mais s'est plus tard rétracté en affirmant qu'il s'agissait d'un poisson d'avril,.
Fin 2014, Old Man Gloom annonce la sortie d'une suite à No intitulée The Ape of God pour le 11 novembre 2014, via Profound Lore Records et également la sortie d'un documentaire non officiel réalisé par Kenneth Thomas sur l'histoire du groupe menant à (mais n'incluant pas) The Ape of God intitulé Here is a Gift for You,.  Le groupe fait la promotion de l'album avec des streams en ligne de Predators et The Lash avant la date de sortie officielle. Pendant plusieurs mois, The Ape of God est commercialisé et promu comme un seul album, mais le week-end précédant la date de sortie officielle, Old Man Gloom annonce qu'ils sortaient en fait deux albums studio différents portant tous deux le nom The Ape of God, et que la version de l'album envoyée à la presse (qui a également fait l'objet d'une fuite en ligne) était un « faux » album qui contenait des chansons des deux albums dans un ordre différent et édité dans des versions plus courtes. L'un des albums, The Ape of God (PFL145), contient huit chansons dont la composition est similaire à celle des autres albums d'Old Man Gloom. L'autre album, The Ape of God (PFL145.5), contient quatre chansons plus longues et plus atmosphériques que les autres chansons d'Old Man Gloom, à l'instar des albums Seminar II et Seminar III du groupe, sortis en 2001. 
Le 28 mars 2018, Scofield décède à l'âge de 39 ans lors d'un accident de voiture dans le New Hampshire, après que sa voiture a heurté une barrière en béton à grande vitesse,,. Montano, Turner et Newton acceptent de continuer à se produire sous le nom d'Old Man Gloom pour honorer Scofield après sa mort.
Avant la mort de Scofield, Old Man Gloom prévoyait d'enregistrer un nouvel album en 2018. À l'insu de Scofield et de Newton, Montano et Turner avaient également des plans secrets pour enregistrer un deuxième nouvel album en duo (une « suite » à Meditations in B) et le sortir le même jour. En décembre 2018, Old Man Gloom commence à travailler sur un nouvel album studio avec Brodsky, qui est également signalé comme devenant un membre officiel du groupe,.

## Membres

### Membres actuels
- Santos Montano – batterie (depuis 1999)
- Aaron Turner – guitare, chant (depuis 1999), basse (1999, 2018), éléments électroniques (1999–2001, depuis 2004)
- Nate Newton – guitare, chant (depuis 2000)
- Stephen Brodsky – basse, chant (depuis 2018)[14],[15]

### Anciens membres
- Caleb Scofield – basse, chant (2000–2018 ; décédé en 2018)
- Luke Scarola – éléments électroniques (2001–2004)

## Discographie

### Albums studio
- 2000 : Meditations in B (Tortuga)
- 2001 : Seminar II: The Holy Rites of Primitivism Regressionism (Tortuga)
- 2001 : Seminar III: Zozobra (Tortuga)
- 2004 : Christmas (Tortuga)
- 2012 : No (Hydra Head Records)
- 2014 : The Ape of God (Profound Lore)
- 2020 : Seminar VIII: Light of Meaning (Profound Lore)
- 2020 : Seminar IX: Darkness of Being (Profound Lore)

### EP
- 2003 : Christmas Eve I and II + 6 (Tortuga)
- 2020 : Willing Vessel / Storms in our Eyes (Sige)

### Albums live
- 2016 : Mickey Rookey Live at London (Ektro Records)[16]
- 2020 : Zozoburn: Live at Fiesta Roadburn w. Zozobra (Sige)

### Clip
- 2015 : The Lash[17].